# Okrožje Al-Turaif
Okrožje At-Turaif je zgodovinsko okrožje v Al-Dirija severozahodno od Riada, ki velja za eno od pomembnih političnih in zgodovinskih krajev v Saudovi Arabiji, predstavljalo je prestolnico saudske rodbine in je bilo prvotno domovanje saudske kraljeve družine in prva prestolnica države, od leta 1727 do plenitve območja s strani Osmanov leta 1818.

## Zgodovina
Okrožje At-Turaif je bilo ustanovljeno v 15. stoletju in nosi arhitekturni slog Nadžd; to zgodovinsko mesto je bilo 31. julija 2010 vpisano na Unescov seznam svetovne dediščine.
Različne palače na tem območju z oazo ter arhitekturnim in dekorativnim slogom Nadžd so bile eno od Unescovih meril za uvrstitev okrožja na seznam svetovne dediščine. Poleg tega je bilo okrožje At-Turaif prvo zgodovinsko središče z močjo združevanja na Arabskem polotoku. Tako kot sredi 18. stoletja je Al-Dirija postal glavno mesto neodvisne arabske države, ki predstavlja pomembno fazo v poselitvi osrednjega Arabskega polotoka.
Območje, ki so ga leta 1818 med obleganjem Dirija oplenili Osmani, zapustili v korist Riada, je ostalo zapuščeno do leta 2000, ko je bila razvojna uprava Ad-Diriyja pooblaščena za izvedbo impresivnega obnovitvenega projekta, namenjenega preoblikovanju te naselbine, priznane kot svetovna dediščina, vendar večini neznana, v mednarodno turistično destinacijo.

## Zgodovinske palače in spomeniki At-Turaif
V okrožju At-Turaif je nekaj zgodovinskih palač in spomenikov, vključno z:
- Palača Salwa
- Palača Saad bin Saud
- Gostišče in kopališče At-Turaif
- Mošeja imama Mohameda bin Sauda

## Obnovitveni program At-Turaif
Decembra 2018 je Saudova Arabija začela program obnove zgodovinskega okrožja At-Turaif, katerega cilj je dokumentirati arheološka najdišča okrožja in ga preoblikovati v odprti muzej.
Projekt je del saudskega turističnega načrta, katerega namen je povečati saudski lokalni turizem in ločeno od Saudske vizije 2030.
Živi muzej Atturaif (Unescov seznam svetovne dediščine) je prejel status nacionalnega zmagovalca v kategoriji socialnega, kulturnega in dediščinskega projekta leta na podelitvi nagrad za projekte MEED 2020.